# División política de Alaska
El estado de Alaska, junto con el estado de Luisiana (que se divide en parroquias), son los únicos estados de Estados Unidos, que no están divididos en condados. Alaska se divide en boroughs. 
La mayoría de las ciudades más pobladas de Alaska forman parte de alguno de los diecinueve boroughs organizados y funcionan de manera similar a los condados de los otros estados. Sin embargo, a diferencia de lo que ocurre en los otros estados, los boroughs organizados no cubren la totalidad de la superficie de Alaska y el resto del estado es conocido como el borough no organizado.
La Oficina del Censo de Estados Unidos, en cooperación con el estado de Alaska, divide la gran porción denominada borough no organizado en un total de diez áreas censales, cada una de ellas correspondía a un distrito electoral. Sin embargo estás áreas fueron definidas únicamente con fines de análisis estadístico y no poseen representación administrativa propia. La oficina del censo trata a los boroughs organizados y a las áreas censales de forma equivalente al nivel de los condados de los otros estados.
Algunas zonas del borough no organizado recibe ciertos servicios públicos directamente del gobierno del estado de Alaska, por lo general están relacionados con las fuerzas de la ley y financiación para educación.
En Alaska hay seis ciudades-borough consolidadas, que son similares a las ciudades-condado consolidadas de los otros estados. Son las ciudades y borough de Juneau, Haines, Sitka, Yakutat, Wrangell, así como la ciudad más grande del estado, Anchorage. Aunque su nombre legal es el de Municipalidad de Anchorage, la ley estatal le ha dado consideración de ciudad-borough.

## Regiones de Alaska
- Alaska septentrional
  - subregiones del Lejano Norte (en orden alfabético) son: Ártica Occidental (Alaska); Cordillera Brooks; Costa Ártica (Alaska).
- Pasaje Interior (Alaska)
  - subregiones del Pasaje Interior (en orden alfabético) son: Área de la Bahía Glacier (Alaska); Meridional (Alaska); Septentrional (Alaska).
- Centrosur (Alaska)
  - subregiones de la Región Centrosur (en orden alfabético) son: Área de Anchorage (Alaska); Estrecho del Príncipe Guillermo (Alaska); Península de Kenai; Valle del Río Copper (Alaska); Valle Mat-Su (Alaska).
- Interior (Alaska)
  - subregiones de la región Interior (en orden alfabético) son: Área de Fairbanks (Alaska); Área del parque nacional Denali (Alaska); Autopistas Alaska y Taylor (Alaska); Interior Noreste (Alaska); Interior Oeste (Alaska).
- Suroeste (Alaska)
  - subregiones de la Región Suroeste (en orden alfabético) son: Archipiélago de Kodiak (Alaska); Bahía Brístol (Alaska); Delta del Yukón-Kuskokuín (Alaska); Islas Aleutianas; Islas Pribilof; Península de Alaska.

## Boroughs organizados de Alaska
El código de estandarización federal de proceso de información (en el original inglés Federal Information Processing Standard (FIPS)), que es usado para identificar de forma única a los estados y condados, proporcionando un único código para cada uno de ellos, asignó a Alaska el código 02. De esta forma se combina con el código de cualquier condado, en este caso borough organizado o área censal, para obtener un único código, en la forma 02XXX. El código FIPS enlaza con los datos almacenados de cada condado.
A continuación se listan los boroughs organizados en una primera lista, seguidos de las áreas censales del borough no organizado.
| Borough organizado    | Código FIPS | Sede del Borough             | Fecha de Fundación | Etimología | Población   | Área        | Mapa |
| --------------------- | ----------- | ---------------------------- | ------------------ | --- | ----------- | ----------- | ---- |
| Aleutianas Orientales | 013         | Sand Point                   | 1987               | Zona este de las Islas Aleutianas. | 3.141 hab.  | 18.099 km²  |      |
| Anchorage             | 020         | Anchorage (ciudad y borough) | 1986               | Deriva del gran número de buques que atracaban para carga y descarga. Anchorage en inglés significa "Ancladero".                                                                                         | 291.826     | 4.395 km²   |      |
| Bahía de Bristol      | 060         | Naknek                       | 1962               | Proviene de la Bahía de Bristol, al oeste del Mar de Bering. | 997 hab.    | 1.308 km²   |      |
| Denali                | 068         | Healy                        | 1990               | Del Monte Denali, rebautizado en 1896 como Monte McKinley en honor al presidente estadounidense. Conocido por los indígenas como Denali, que significa "el grande", es el pico más alto de Norteamérica. | 1.826       | 33.022 km²  |      |
| Fairbanks North Star  | 090         | Fairbanks                    | 1964               | Por la población de Fairbanks y por la Estrella Polar o la Estrella del Norte (North Star). | 97.581 hab. | 19.078 km²  |      |
| Haines                | 100         | Haines (ciudad y borough)    | 1968               | Por la población, que a su vez es en honor de la "Srta. F.E. Haines" | 2.508 hab.  | 6.071 km²   |      |
| Juneau                | 110         | Juneau (ciudad y borough)    | 1970               | Por el cofundador de la ciudad, Joseph Juneau. La actual ciudad y borought es causa de la fusión de las anteriores ciudades y boroughs de Juneau y Douglas.                                              | 31.275 hab. | 7.034 km²   |      |
| Península de Kenai    | 122         | Soldotna                     | 1964               | Por Kenayskaya, nombre en ruso que recibía la ensenada de Cook en el Golfo de Alaska. | 55.400 hab. | 41.473 km²  |      |
| Ketchikan Gateway     | 130         | Ketchikan                    | 1963               | Por la población y por ser puerta de entrada (Gateway) en la frontera entre Alaska y Canadá. | 13.477 hab. | 12.536 km²  |      |
| Isla Kodiak           | 150         | Kodiak                       | 1963               | Por la Isla de Kodiak, que podría venir de "Koniagmiut" o "Koniag". | 13.592 hab. | 16.990 km²  |      |
| Lake and Peninsula    | 164         | King Salmon                  | 1989               | El territorio del Borough se encuentran muchos lagos y la península de Alaska. | 1.631 hab.  | 61.595 km²  |      |
| Matanuska-Susitna     | 170         | Palmer                       | 1964               | Territorio integrado por el Valle Mat-Su, formado por los ríos Matanuska y Susitna. | 88.995 hab. | 63.926 km²  |      |
| North Slope           | 185         | Barrow                       | 1972               | Cara norte (north slope en inglés) de los Montes Brooks de Alaska. | 9.430 hab.  | 230.035 km² |      |
| Northwest Arctic      | 188         | Kotzebue                     | 1986               | Área geográfica que ocupa, el noroeste ártico (nortwest artic en inglés). | 7.523 hab.  | 92.975 km²  |      |
| Petersburg            | 195         | Petersburg                   | 2013               | Se llama así por inmigrante noruego Peter Buschmann, fundador de la antigua ciudad de Petersburg. | 3.273 hab.  | 9.917 km²   |      |
| Sitka                 | 220         | Sitka (ciudad y borough)     | 1971               | Deriva del Shee At'iká en idioma Tlingit, que significa "la gente de fuera de Shee (isla de Baranof)."                                                                                                   | 8.881 hab.  | 7.444 km²   |      |
| Skagway               | 230         | Skagway                      | 2007               | Deriva del Shgagwèi en idioma Tlingit, que significa "un lugar ventoso con gorras blancas en el agua."                                                                                                   | 968 hab.    | 1.171 km²   |      |
| Wrangell              | 275         | Wrangell (ciudad y borough)  | 2008               | Ferdinand von Wrangel, administrador ruso, 1840–49 | 2.369 hab.  | 6.656 km²   |      |
| Yakutat               | 282         | Yakutat (ciudad y borough)   | 1992               | Deriva de los nativos Yakutat de Alaska y la bahía homónima. | 662 hab.    | 19.813 km²  |      |

### Áreas censales del borough no organizado

Mapa de Alaska con la zona del borough no organizado destacada.

Alaska, caso único entre los estados de Estados Unidos, no está organizada por completo en entidades administrativas equivalentes a los condados organizados. Para facilitar la realización de los censos en la vasta área no organizada, la Oficina del Censo de los Estados Unidos, a partir de 1980 y en cooperación con el estado, dividió el borough no organizado en áreas censales (11, en dic. de 2020), que experimentaron ajustes fronterizos o de nombre, los más recientes en 2007, 2008, 2013, 2015 y 2019. Estas divisiones sólo tienen finalidad en términos estadísticos, no administrativos, ya que las áreas censales no tienen administraciones propias que las representen. La Oficina del Censo considera a las áreas censales en el mismo nivel que los borough organizados o los condados de los otros estados.
| º      |        |                                        |       |                    |                              | |               |           |        |                             |                     |      |
| ------ | ------ | -------------------------------------- | ----- | ------------------ | ---------------------------- | --- | ------------- | --------- | ------ | --------------------------- | ------------------- | ---- |
|        |        |                                        |       |                    |                              | | Área (en km²) |           |        |                             |                     |      |
| # Área | # Pob. | Área censal                            | FIPS  | Establecimiento    | Ciudad más poblada (en 2000) | Etimología | Total         | Terrestre | Agua   | Población est. 2019 (hab. ) | Densidad (hab./km²) | Mapa |
| 10     | 07     | Área censal de Aleutians West          | 02016 | 1980               | Unalaska                     | Por su localización en el oeste de las Islas Aleutianas | 36 560        | 11 380    | 25 190 | 5634                        | 0,49                |      |
| 02     | 01     | Área censal de Bethel                  | 02050 | 1980               | Bethel                       | Por la población de Bethel, el asentamiento más grande en el área censal, que a su vez recibe el nombre del término bíblico Bethel ('casa de Dios').                                                           | 117 850       | 105 234   | 12 780 | 18 386                      | 0,16                |      |
| 08*    | 05     | Área censal de Chugach                 | 02063 | 2 de enero de 2019 | Valdez                       | Por el pueblo nativo de los chugach (Parte del área censal de Valdez–Cordova antes del 2 de enero de 2019) | 24 683        |           |        | 6734*                       | 0,3*                |      |
| 04*    | 10     | Área censal de Copper River            | 02066 | 2 de enero de 2019 | Glennallen                   | Por el río Copper (Parte del área censal de Valdez–Cordova antes del 2 de enero de 2019) | 63 952        |           |        | 2764*                       | 0,05*               |      |
| 06     | 09     | Área censal de Dillingham              | 02070 | 1980               | Dillingham                   | Por la población de Dillingham, el mayor asentamiento del área censal, que recibió su nombre por el senador Paul Dillingham (1843-1923), que recorrió extensamente Alaska con su subcomité del Senado en 1903. | 54 170        | 48 090    | 6080   | 4916                        | 0,10                |      |
| 09     | 11     | Área censal de Hoonah–Angoon           | 02105 | 2007               | Hoonah                       | Por las ciudades de Hoonah y Angoon | 28 270        | 19 490    | 8780   | 2148                        | 0,11                |      |
| 07     | 03     | Área censal de Kusilvak                | 02158 | 1980               | Hooper Bay                   | Por las montañas Kusilvak (conocida como Wade Hampton antes de 2015) | 50 950        | 44 240    | 6710   | 8314                        | 0,17                |      |
| 05     | 02     | Área censal de Nome                    | 02180 | 1980               | Nome                         | Por la población de Nome, el asentamiento más grande en el área censal. | 73 240        | 59 470    | 13 770 | 10 004                      | 0,16                |      |
| 11     | 06     | Área censal de Príncipe de Gales–Hyder | 02198 | 2008               | Craig                        | Por la isla del Príncipe de Gales y la localidad de Hyder (conocida como Prince of Wales-Outer Ketchikan antes de la ampliación del Ketchikan Gateway Borough en 2008)                                         | 19 900        | 10 160    | 9700   | 6203                        | 0,55                |      |
| 03     | 04     | Área censal de Southeast Fairbanks     | 02240 | 1980               | Deltana                      | Por su localización es el sureste de Fairbanks | 64 900        | 64 150    | 750    | 6893                        | 0,11                |      |
| 01     | 08     | Área censal de Yukon-Koyukuk           | 02290 | 1980               | Fort Yukon                   | Por el río Yukon (en gwich’in, 'gran río'), que fluye a través del área censal, y por la ciudad de Koyukuk | 382 810       | 376 860   | 6000   | 5230                        | 0,015               |      |